# Plebania parafii św. Stanisława w Siedlcach
Późnobarokowa plebania z II połowy XVIII wieku w Siedlcach (nr rej.: 420/62 z 22.03.1962 roku) – późnobarokowa, dwukondygnacyjna plebania, wzniesiona planie prostokąta, w latach 1768–1774 według projektu Jana Zygmunta Deybla, zlecenie Aleksandry Ogińskiej, która zamieszkiwała w nim około 1781 roku, podczas przebudowy pałacu 1768–1774 1768–1774 końcu XIX wieku. W okresie Księstwa Warszawskiego plebania przeznaczona została na pewien czas na siedzibę Trybunału, obecnie w budynku mieści się plebania parafii pw. św. Stanisława BM.
 Budynek wpisany jest do rejestru zabytków pod nr rej.: 420/62 z 22.03.1962